# Bergfriedhof Durlach

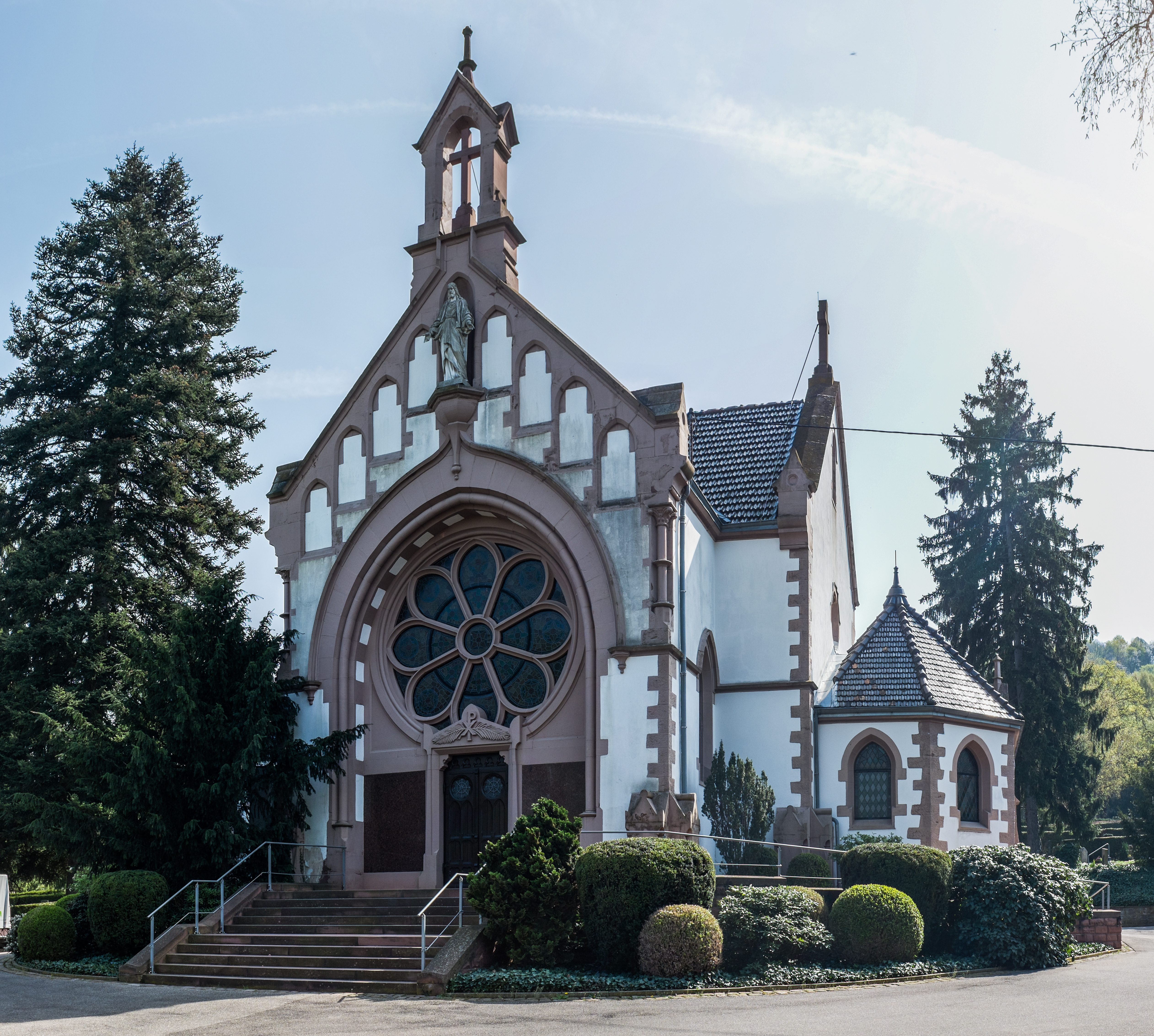
Friedhofskapelle

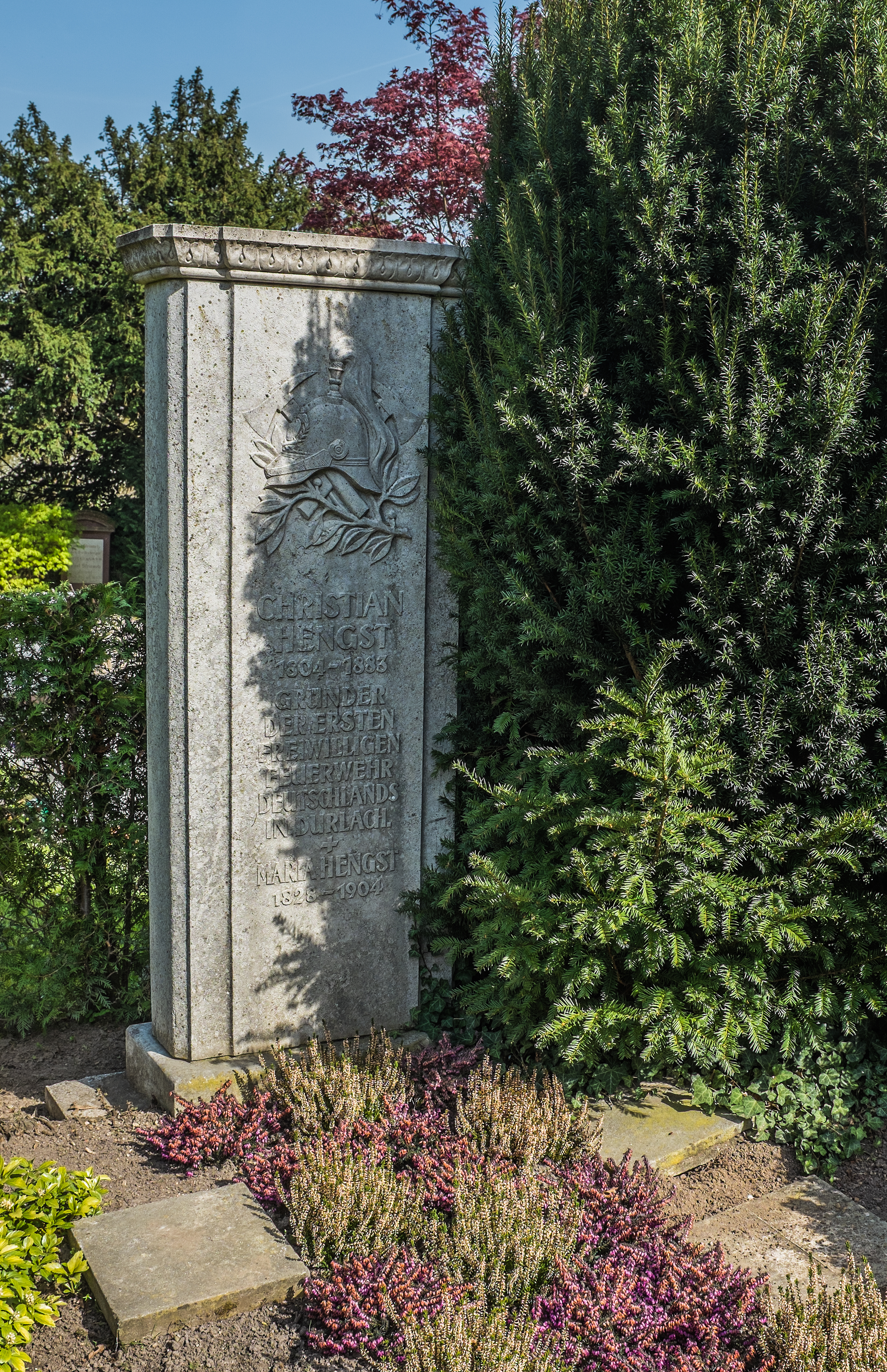
Grabmal für Christian Hengst

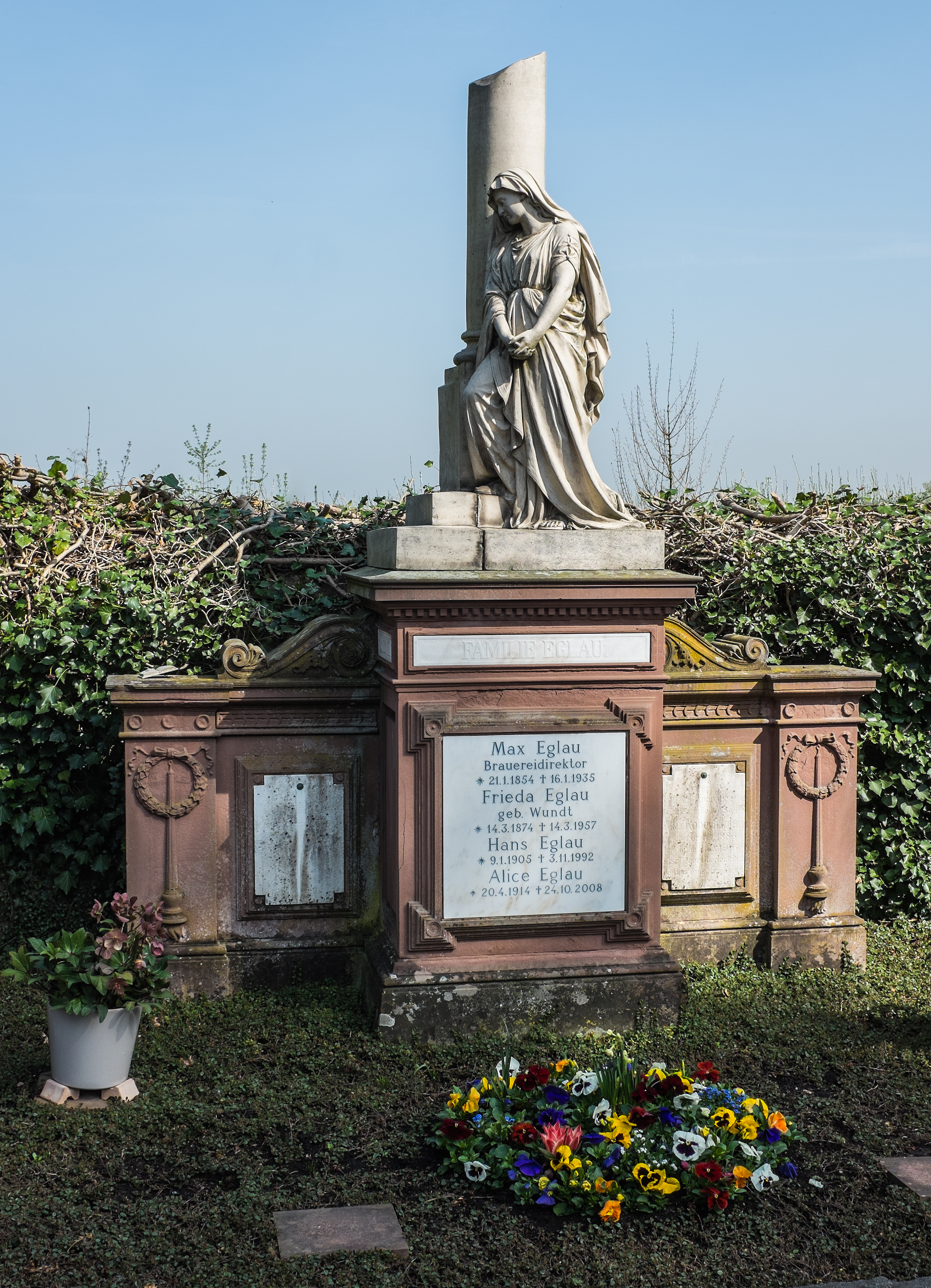
Grabmal der Familie Eglau

Der Bergfriedhof Durlach ist ein Friedhof der Stadt Karlsruhe im Stadtteil Durlach, am Fuß des Turmbergs gelegen, der nach mehrfachen Erweiterungen heute eine Gesamtfläche von 7,6 Hektar umfasst.

## Geschichte
Als der Alte Friedhof Durlach Ende des 19. Jahrhunderts durch das starke Bevölkerungswachstum während der Industrialisierung für die ansteigenden Begräbniszahlen zu klein wurde, wurde vom damaligen Stadtbaumeister Löffel die Planung des Durlacher Bergfriedhofs veranlasst. Der Friedhof wurde zusammen mit der vom evangelischen Kirchenbaurat Rudolf Burckhardt im Stil des späten Historismus entworfenen Friedhofskapelle im Jahr 1902 eingeweiht. Die Architektur der Kapelle zeigt vor allem neugotische Elemente.
Auf dem als Parkfriedhof angelegten Friedhof sind die verschiedenen Grabfelder an die natürliche Hanglage angepasst gestaltet. Die ruhige Gesamtwirkung wird durch viele historische Grabsteine unterstützt; zu diesen zählen u. a. das Familiengrabmal des Brauereidirektors Max Eglau mit einer trauernden Frauengestalt und das Grabmal des ersten amtlichen Durlacher Bürgermeisters Philipp Reichardt.
Das Friedhofsportal, die Friedhofskapelle und mehrere Grabmäler stehen unter Denkmalschutz. Im Juli 2025 wurde die Friedhofskapelle von der Denkmalstiftung Baden-Württemberg zum Denkmal des Monats gekürt.

## Gräber bekannter Personen
Auf dem Friedhof Durlach sind unter anderem folgende bekannte Personen bestattet worden:
- Hermann Reinhard Alker (1885–1967), Architekt und Hochschullehrer
- Christian Hengst (1804–1883), Stadtbaumeister und Gründer einer der ersten Freiwilligen Feuerwehren Deutschlands
- Erich Schelling (1904–1986), Architekt
- Trude Schelling-Karrer (1919–2009), Bühnenbildnerin und Innenarchitektin